# Kar (vezír)
Kar byl vezírem Pepiho I. Jeho jméno znamená taška a bylo ve starověkém Egyptě jménem oblíbeným. Do druhé nejvyšší funkce ve státě byl povýšen zřejmě až ke konci svého života. Původně vykonával mj. úřad soudce.